# ウィリアム・ジレット
ウィリアム・ジレット（William Hooker Gillette、1853年7月24日 - 1937年4月29日）は、アメリカ合衆国の舞台俳優・演出家。シャーロック・ホームズを演じたことで知られ、インバネスマントや、瓢箪型パイプなど、ドイルの原作にないが、ひろく一般に浸透しているホームズのイメージは、多く彼の脚色による。

## 生涯
コネチカット州の上院議員の息子として州都ハートフォードに生まれ、最初の舞台（1875年）は実家と交際のあったマーク・トウェインの口利きによるものだったが、その演技は大いに認められ、1881年には自作の舞台で主演するまでの成功を果たす。
ホームズを演じることになるまで、高名な名探偵の名を知らなかった。ドイルがある新聞のインタビューで「ホームズを舞台化するならジレットの主演が良い」と語ったことがきっかけであったが、このインタビューは記者のでっちあげだったとされている。
同時期にホームズの舞台化を企画していたブロードウェイのプロデューサー、チャールズ・フローマンからホームズ役に指名されると、当時出版されていた原作と関連書籍を読み漁り、各編中で言及されるホームズの人物像をたくみに一本の戯曲の中に盛り込むことに成功した。戯曲化に取り組むジレットと、フローマンの推薦によって彼を信用していたドイルとの、以下のような電報のやりとりが有名である――「ホームズヲ結婚サセテヨイカ?」「結婚サセルモ殺スモ好キニサレタシ」。
吸い口の大きく曲がったパイプを採用したのは、パイプを咥えたまま長台詞が出来るという理由とされる。またホームズの台詞として有名な「Elementary, my dear Watson. （初歩的なことだよ、ワトソン君）」は背中の曲がった男の台詞「Elementary（初歩的なことだ）」を改変して取り入れたものである。これをベイジル・ラスボーンが映画で多用したことで定着したというのが定説である。また読者からの人気は高いが出番の少ないジェームズ・モリアーティ教授の登場場面を増やすなど、後のリメイク作品にも影響を与えている。
ホームズ役としてイギリスとアメリカで合計1300回の舞台にあがった。イギリスにおいてはエドワード7世国王夫妻も観劇に訪れるなど、舞台は華々しい成功をおさめた。アメリカにおけるホームズの挿絵画家フレデリック・ド・スティールが、ジレットをモデルにしたこともあって、ホームズ＝ジレットの図式は完全にひろまった。
子役時代のチャールズ・チャップリンは、ジレットの舞台でホームズの給仕であるビリー少年を演じている。
後の多くのホームズ俳優がそうであったように、ホームズと自分を同一視されることを疎ましく感じ始めたが、無理にホームズと手を切ろうとはせずにホームズやそれを演じる自分自身をパロディ化した舞台を仕立てるなど、おおむね名探偵とのつきあいは良好なままで余生を過ごした。
舞台俳優としての引退は1910年だったが、1916年には映画で、最晩年の1935年の82歳の時にはラジオでホームズを演じている。アメリカのシャーロキアン団体・ベーカーストリート・イレギュラーズの最初の夕食会にも、ホームズ自身として招待された。

## ジレット城

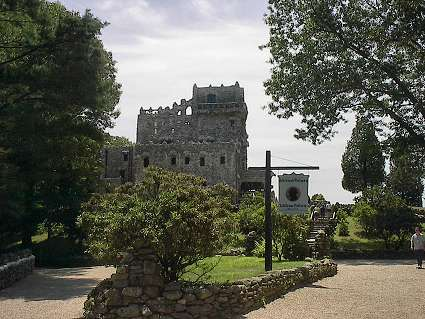
ジレット城

ニューロンドン郡 (コネチカット州)ライムにあるジレットの邸宅（北緯41度25分25秒 西経72度25分53秒 / 北緯41.42361度 西経72.43139度）。1913年、叔母の名をつけたハウスボート「アント・ポリー号」でコネチカット川を航行中にこの地を見つけ、敷地184エーカーを購入、1914年から丘の上に現在ジレット城と呼ばれる自邸を建設、敷地内には鉄道を配した。ジレットは1919年から亡くなるまでここで暮らし、1943年にコネチカット州が購入、現在はジレット城、ジレットキャッスル州立公園として公開されている。

## 尾崎行隆

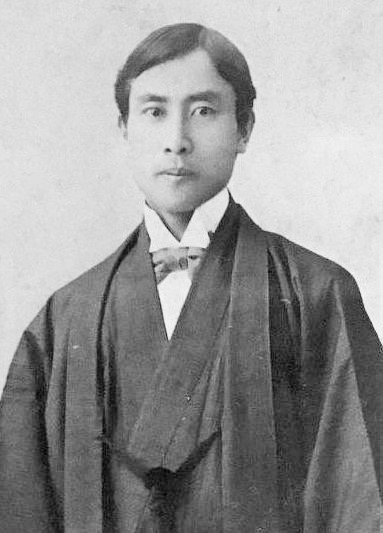
尾崎行隆

「アント・ポリー号」の乗務員（キャビンボーイ）として、日本人の尾崎行隆を雇った。行隆（1865-1942）は尾崎行雄の弟で、行雄とともに1888年に渡米以来、アメリカで暮らしていた。ジレットは行隆の人柄や働きぶりを気に入り、自身の衣装係として行隆を劇場に同伴したり、執事として友人として40年間親交した。行隆の住まいとしてジレット城のふもとに2階建ての小さな家を用意し、行隆はロバに乗ってそこからジレット城や、郵便物を取りに町の郵便局に通った。ジレット没後も遺言により敷地内の使用を許されたので、亡くなるまでその家で暮らした。行隆の家は現在もフェリーターミナルの近くに残っている。ジレットは1912年に東京市長の尾崎行雄がワシントンD.C.に桜の木3000本を贈ったのを新聞記事で読み、苗字が同じことに気づいて行隆に尋ね、兄弟であることを知った。行雄もジレット城を一度訪ねている。